# Christopher Chessun

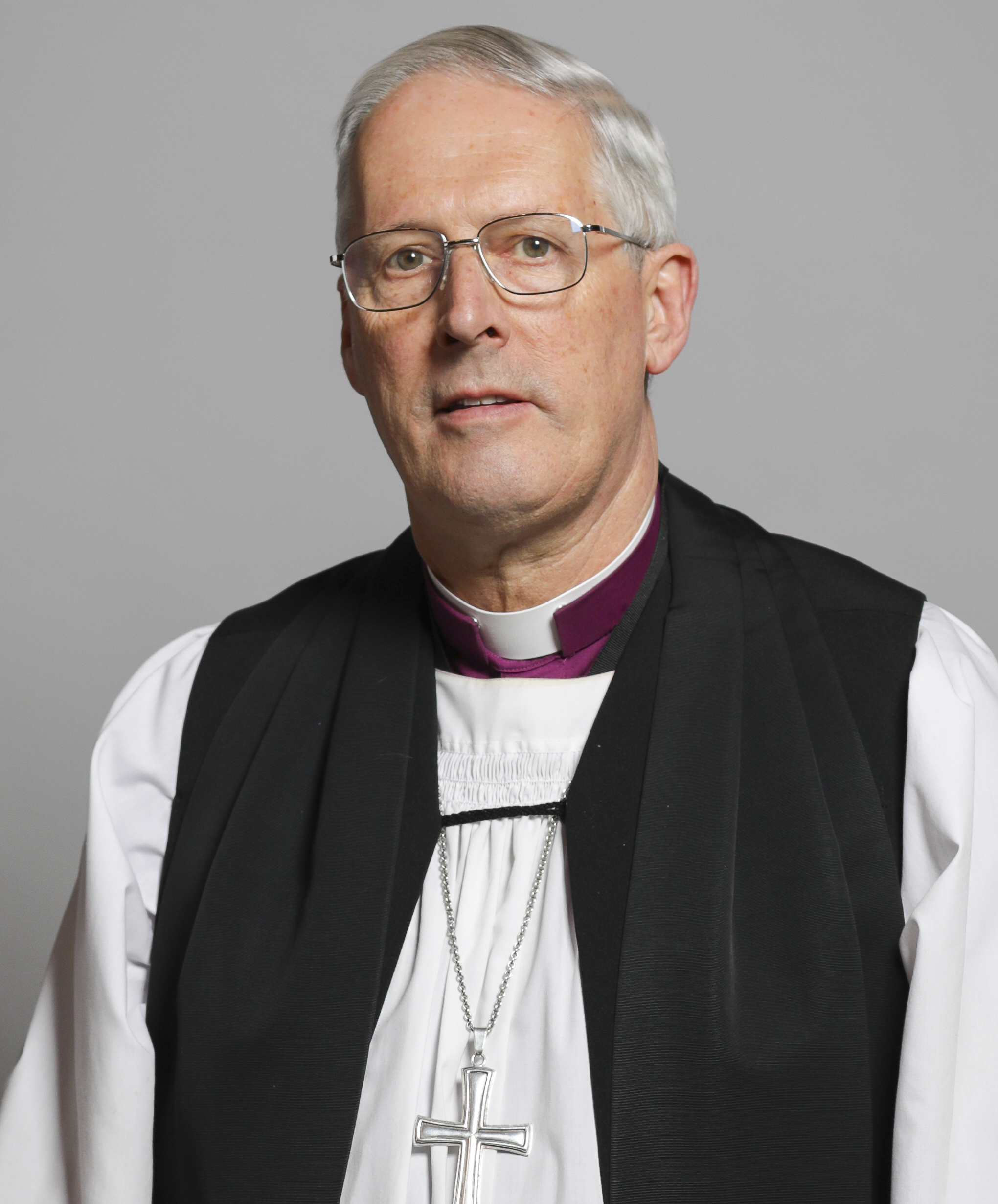
Christopher Chessun, 2019

Christopher Thomas James Chessun (* 5. August 1956 in London) ist ein britischer anglikanischer Geistlicher. Er ist seit Januar 2011 Bischof von Southwark der Church of England. Die Diözese Southwark liegt in der Province of Canterbury und umfasst den südlichen Teil von Greater London sowie den östlichen Teil von Surrey.
Chessun studierte am University College in Oxford und wurde 1984 als Priester ordiniert. Nach zwei Anstellungen als Kurat, einem Amt als Kaplan an der Londoner St Paul’s Cathedral und zwei weiteren kirchlichen Ämtern im Großraum London wurde er 2005 zum Bischof von Woolwich geweiht. Seine Ernennung zum Bischof von Southwark wurde in der Kirche St Mary-le-Bow am 17. Januar 2011 bestätigt, worauf er am 6. März 2011 in der Southwark Cathedral als Nachfolger von Bischof Tom Butler eingesetzt wurde.
Im Frühling 2012 kam es zu einer Kontroverse, als er in seiner Diözese sieben liberal-katholische Priester ernannte und einige prominente Mitglieder des Klerus daraufhin seinen Rücktritt forderten.
Am 11. November 2014 wurde Christopher Chessun in seiner Funktion als Bischof von Southwark als Geistlicher Lord in das House of Lords aufgenommen.